# Wiedemannia dyonysica
Wiedemannia dyonysica är en tvåvingeart som beskrevs av Wagner 1990. Wiedemannia dyonysica ingår i släktet Wiedemannia och familjen dansflugor.
Artens utbredningsområde är Grekland. Inga underarter finns listade i Catalogue of Life.